# إنثالبي التعادل الكيميائي
انثالبي التعادل الكيميائي  في الكيمياء (بالأنجليزية: enthalpy of neutralization) ويرمز له بالرمز ΔHno هو التغير في الإنثالبي الذي يحدث عندما يتعادل حمض مع قاعدة ويكوّنان ماء وهو نوع خاص من أنواع إنثالبي التفاعل.
عندما يجري تفاعل كيميائي تحت الظروف القياسية عند درجة حرارة 289 كلفن و1 ضغط جوي فإن الإنثالبي يسمى في تلك الحالة «الإنثالبي القياسي للتعادل».
وتنتشر حرارة Q عن ذلك التفاعل:
Q = m c ΔT
حيث :
m كتلة المحلول ,
c الحرارة النوعية للمحلول ,
T∆ التغير في درجة الحرارة .
وبناء على ذلك فإننا نحصل على التغير في الإنثالبي القياسي (∆H) عن طريق القسمة على كتلة المادة بوحدة مول ، وهي تعادل كمية أيونات الهيدروجين H+ ،
H = - ∆Q/n
ويبلغ تغير الإنثالبي القياسي الناتج عن تعادل حمض قوي وقلوي -62و57 كيلوجول/مول.
أما الإنثالبي القياسي للتعادل في حالة الأحماض الغير عضوية فهي تكون أقل من نظيرتها في الأحماض العضوية ، وبالتالي تصدر منها حرارة أقل عند تعادلها بقلوي . وذلك بسبب أن الأحماض الضعيفة تكون في حالة جزئية من تفكك جزيئاتها ، أي أن تفككها يكون أقل من تفكك الأحماض الغير عضوية.
تلزم طاقة لتفكيك الرابطة بين أيون الهيدروجين وباقي الجزيء ، ولذلك يكون تغير الإنثالبي المقاس أقل .